# Kostel svatého Štěpána (Horní Bukovsko)
Kostel svatého Štěpána v Horním Bukovsku je jednolodní, raně gotický kostel a dominanta obce Horní Bukovsko. Dnes slouží jako filiální a spadá pod římskokatolickou farnost Dolní Bukovsko.

## Historie
Kostel byl postaven po roce 1300. První písemná zmínka pochází z roku 1354, která dokládá, že kostel sloužil jako farní. Během husitských válek však fara zanikla. Poslední farář byl jmenován v roce 1416. V roce 1670 kostel prošel barokními úpravami, kdy byla dostavěna věž. Další úpravy se uskutečnily také v průběhu 18. století. Obě úpravy byly iniciovány rodem Wratislavů z Mitrovicz. Kolem kostela se nacházel hřbitov, ve kterém se pohřbívalo do roku 1669. Kostel postupně náležel pod správu far ze Soběslavi, Modré Hůrky a Zálší. Až roku 1903 byl přifařen k Dolnímu Bukovsku. Kostel byl poté upravován ve druhém desetiletí 20. století, kdy byla otevřena i krypta. V roce 1943 byly odkryty fresky v prostoru u triumfálního oblouku. Dalších úprav se kostel dočkal v roce 1994, kdy byl kompletně obnoven interiér a byla po druhé za 100 let otevřena krypta pod kostelem. Poslední úpravy proběhly v roce 2007, při které se opravovala fasáda a omítky.

## Popis

### Exteriér
Jednolodní orientovaná sakrální stavba je postavena v gotickém slohu. Mladší věž  přistavěná k severní straně  je barokní. Loď je zakončena presbytářem čtvercového půdorysu. Na východní stěně presbytáře je použit vnější opěrný systém s dvěma nárožními zastřešenými opěráky bez ústupku. Fasáda je bez dekorace, kamenné zdi jsou jen omítané. Do kostela vedou tři vchody - z východní strany přes sakristii jsou to obdélné dveře,z jižní a západní strany lodi se vstupuje pozdně gotickými portály,které jsou tvořeny lomeným obloukem. Jižní portál je ústupkový, pruty mají hruškovcový profil. Většina oken je zrekonstruována bez zachování historické podoby. Pouze za hlavním oltářem zůstalo úzké gotické okno bez kružby a nad západním vchodem do lodi kulaté okénko. Jižní portál do lodě doplňují dva náhrobní kameny ze žuly. Štíty lodi i presbytáře jsou trojúhelníkové. Střecha kostela je sedlová a pokrytá taškami. Na střeše presbytáře se také nachází kovová figurka sv. Štěpána, ke které se váže legenda.

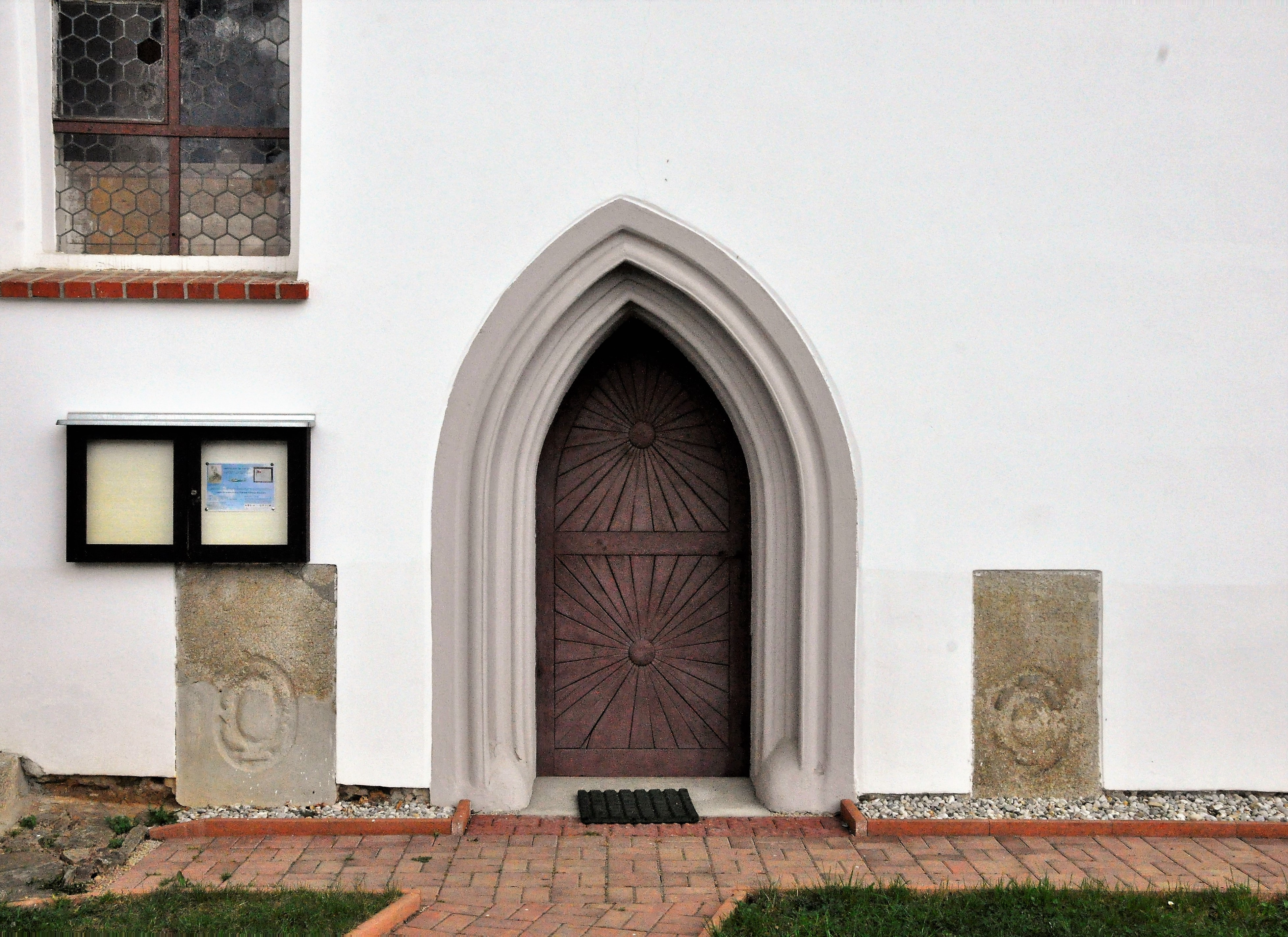
Jižní vchod s náhrobky
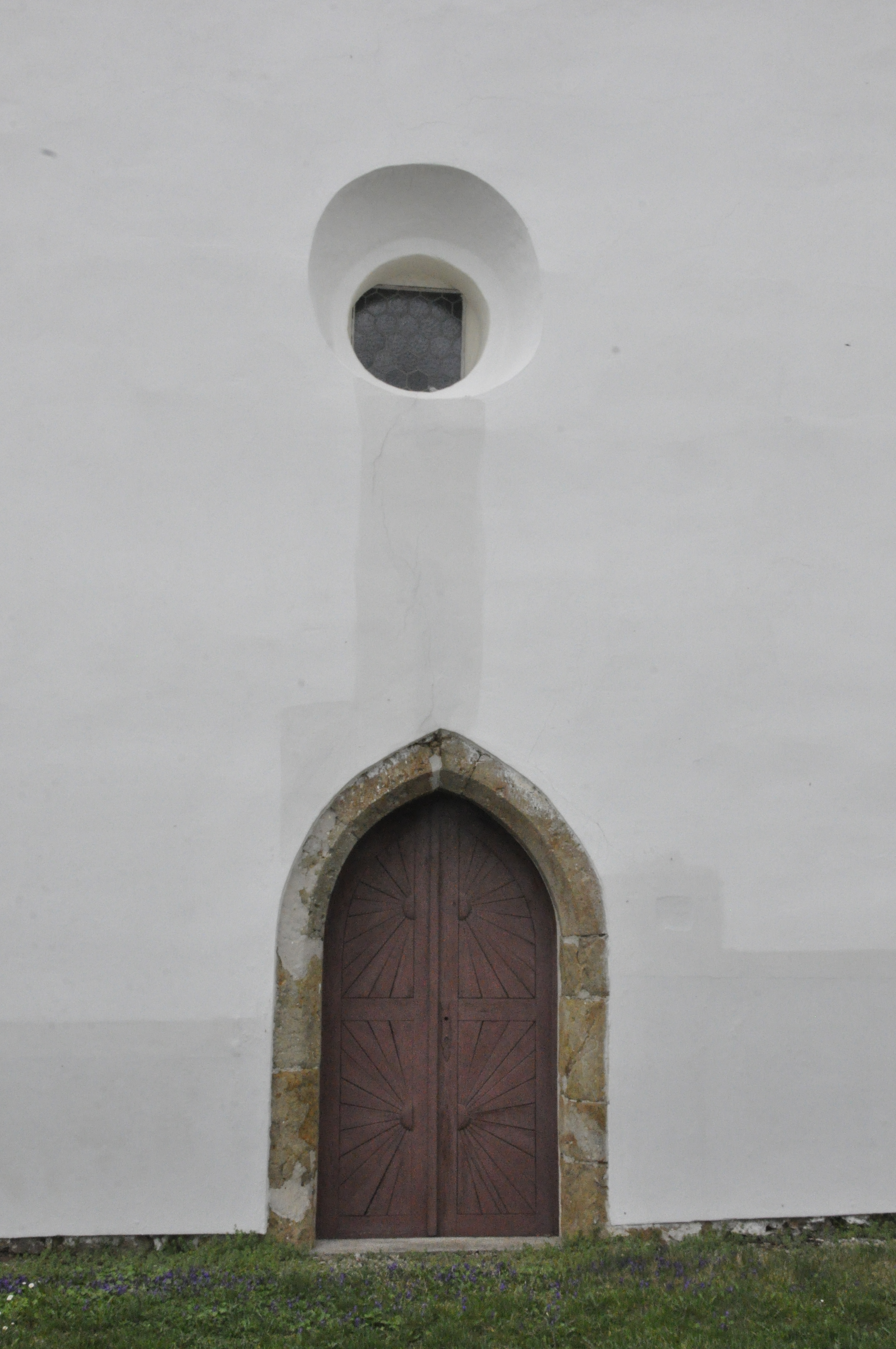
Západní vchod s kulatým okénkem
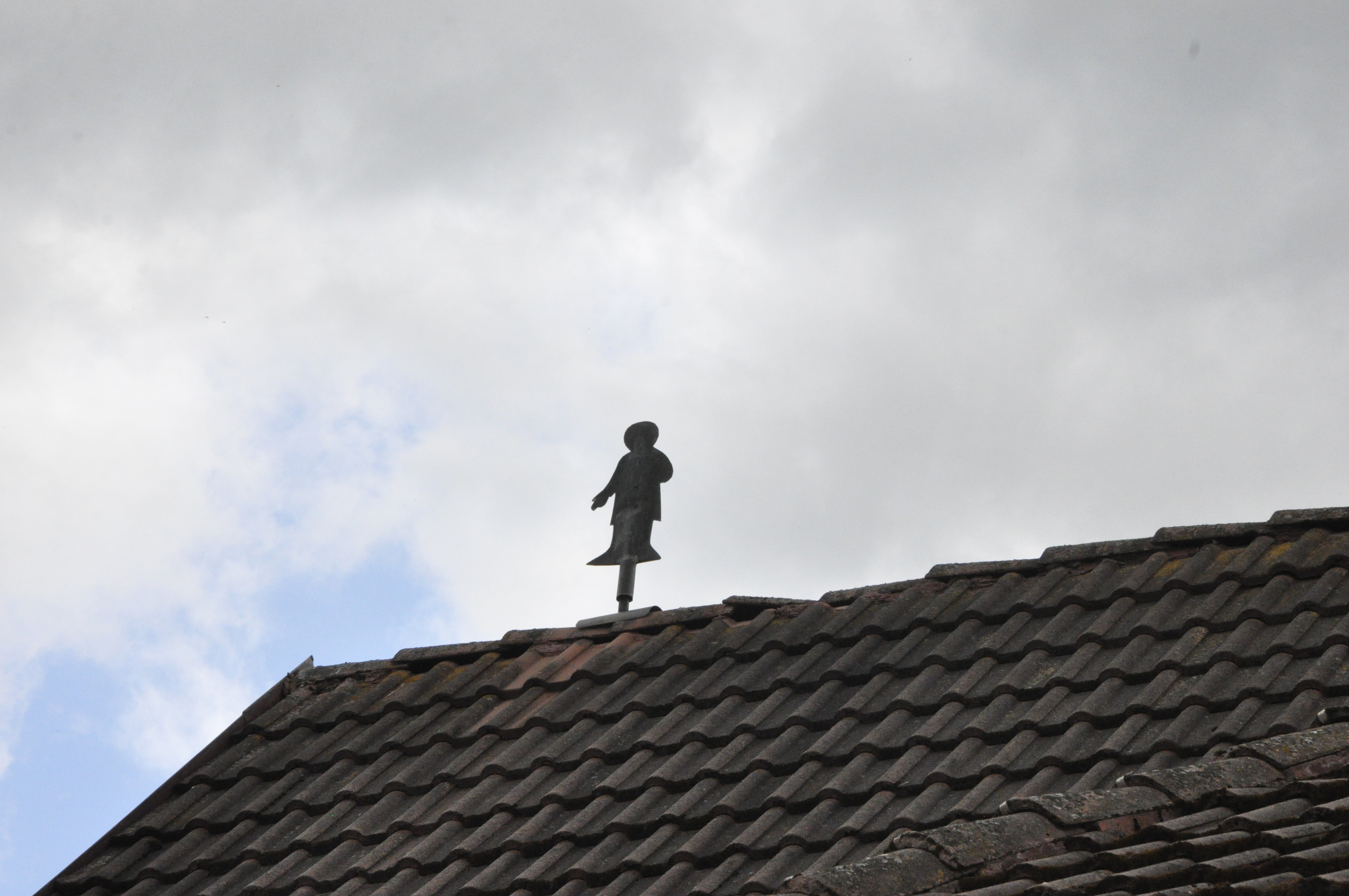
Svatý Štěpán na kostele

### Interiér

#### Presbytář
Presbytář je čtyřhranný a zaklenutý křížovou klenbou. Klínová žebra vybíhají rovnou ze zdi bez patky či konzoly. Na svorníku žeber se nachází hvězda s 16 paprsky, kterou používal Bohuněk ze Bzí ve svém erbu roku 1378. Je tedy možné, že Bohuněk ze Bzí stál za výstavbou kostela. V presbytáři se nachází oltář s obrazem kamenování sv. Štěpána a dva boční oltáře(sv. Václava a sv. Čtrnácti pomocníků), rovněž barokní. Všechny tři oltáře jsou portálové z doby kolem roku 1700.
Triumfální oblouk oddělující prostor presbytáře od hlavní lodi je hrotitý a bez profilu.Na oblouku se v roce 1943 odkryly gotické fresky v různých stádiích poškození se čtyřmi výjevy- Veraikon, tj. rouška sv. Veroniky, dále Ukřižování s Pannou Marií a svatým Janem, světecké postavy a výjev se svatou Alžbětou. Všechny fresky byly v roce 1943 zrestaurovány akademickým malířem V. Maděrou.Další fragmenty maleb v presbytáři byly objeveny až v roce 1994. 
Za hlavním oltářem je náhrobní kámen paní Eufemie z roku 1590 a náhrobní kámen pana Jana Jiříka Wratislava z roku 1603. Na obou náhrobcích jsou nápisy psané starou češtinou. Náhrobky souvisejí s těmi u jižního vchodu, které patří dvěma dcerám Jiříka Wratislava, a to Ludmily a Barbory. Obě zemřely v roce 1578.V kryptě pod hlavním oltářem je hrobka patronů kostela. Jsou známa jména osmi pohřbených z let 1567 až 1812.

#### Sakristie
Sakristie je čtvercová, zaklenuta hřebínkovou klenbou do půlkruhu. Dveře z presbytáře do sakristie jsou tvořeny půlkruhovým profilem.

#### Loď
Loď byla vystavěna jako plochostropá s dřevěným  o cca 1,2 m nižším stropem. Dnes je zde zrcadlový rákosový strop přerušený lunetami. Stěny hlavní lodi člení pilastry. V západní části se nachází kruchta, ke které je přistavěno točité schodiště na jižní straně západního průčelí. K jižnímu portálu byla také vedle schodiště do kruchty představena barokní předsíň, která však byla během úprav v 20. století odstraněna. 

#### Věž
Věž je barokní, přistavěna k severní straně lodi, kde se musela prolomit zeď. Je zakončena jednoduchou jehlancovou střechou. 

#### Podvěží
Ve spodní části věži, která je zastropena tzv. plackou, je kaple Panny Marie, kde se nachází obraz patronky Blat (Panny Marie Kojenské) na rokokovém oltář z 18. století. Původ obrazu nelze přesně zjistit, ale pravděpodobně jde o malbu podle italské předlohy vytvořenou regionálním malířem. Obraz byl do kostela darován roku 1678 rodem Wratislavů těsně po vybudování věže. K milostnému obrazu kojící Matky Boží putovaly procesí z celých Blat od Veselí po Týn. O hlavní pouti /druhá neděle v červenci/ přicházelo 10 až 15 procesí a to asi do roku 1952, potom to bylo zakázáno.

#### Zvony
Na věži se nachází renesanční zvon z roku 1594, ulitý zvonařem Brikcím z Cimperka na Starém Městě pražském. Na věži byl také zvon z roku 1678,který vážil 238 kg , ale byl zrekvírován v roce 1916. Roku 1921 byl ze sbírky pořízen nový zvon o váze 41 kg , ale i ten byl zrekvírován pro válečné účely v roce 1942.

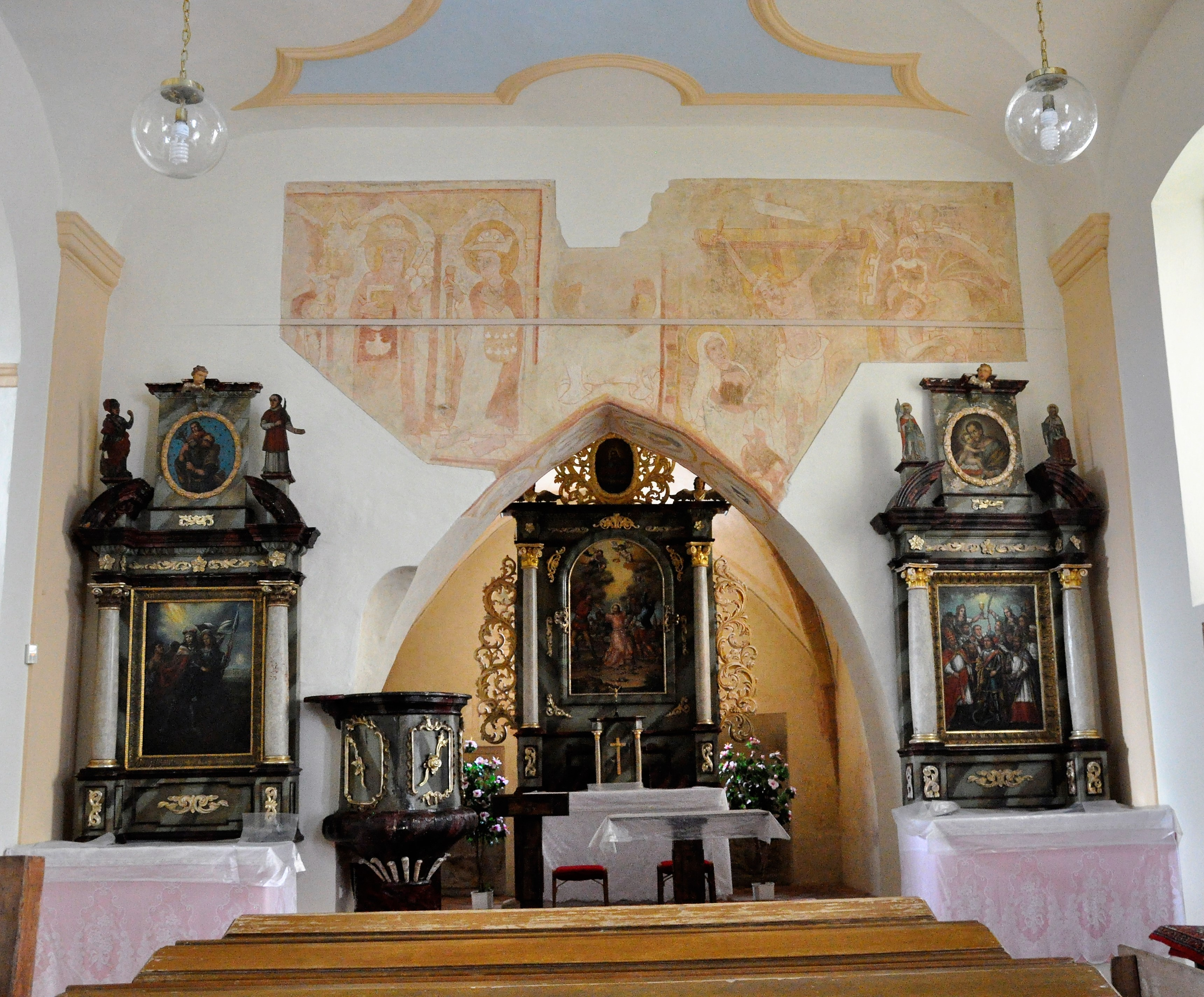
Triumfální oblouk a tři barokní oltáře kostela
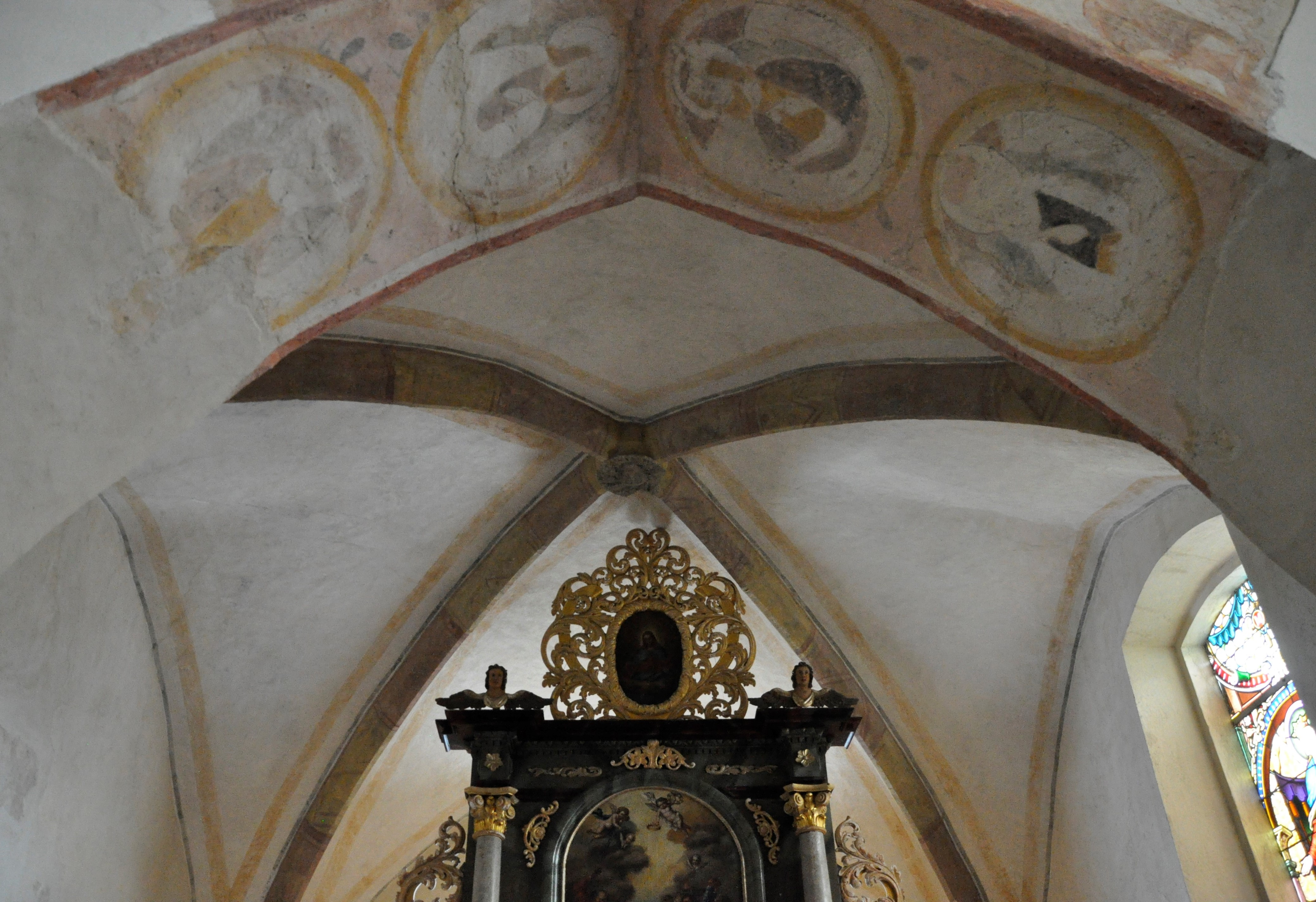
Strop presbytáře
Svorník v presbytáři
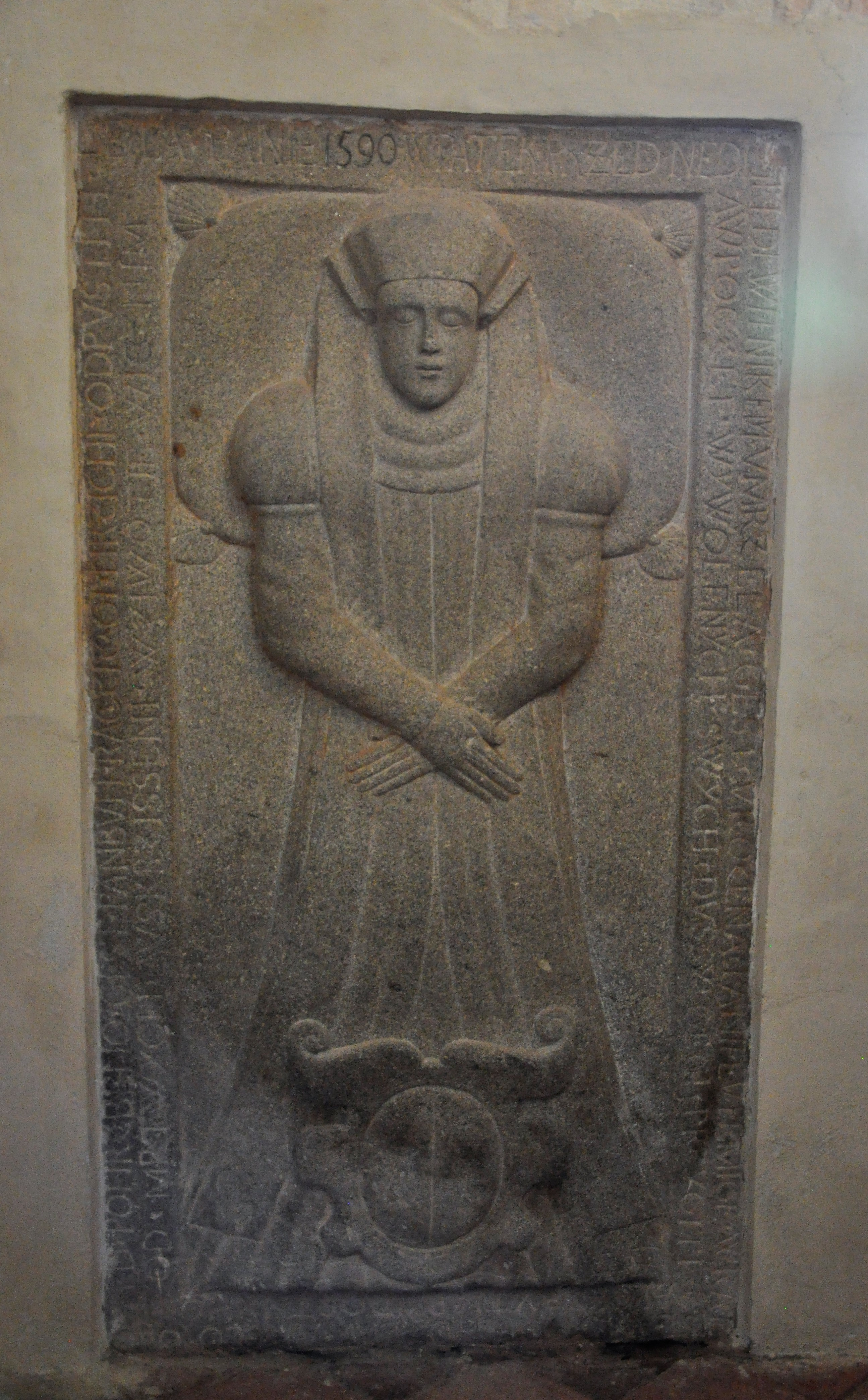
Náhrobní kámen Eufemie
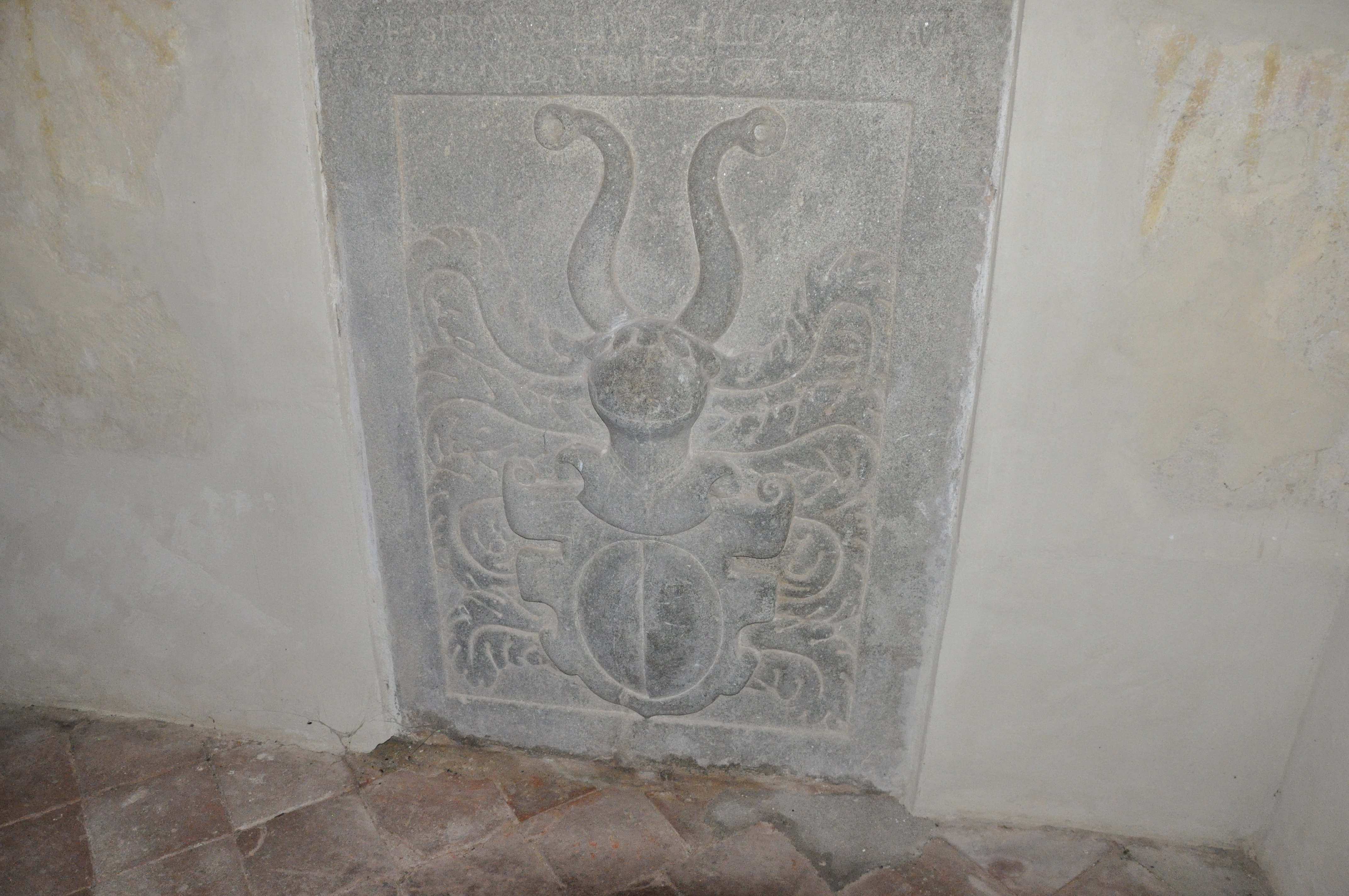
Náhrobní kámen Jana Jiříka Wratislava
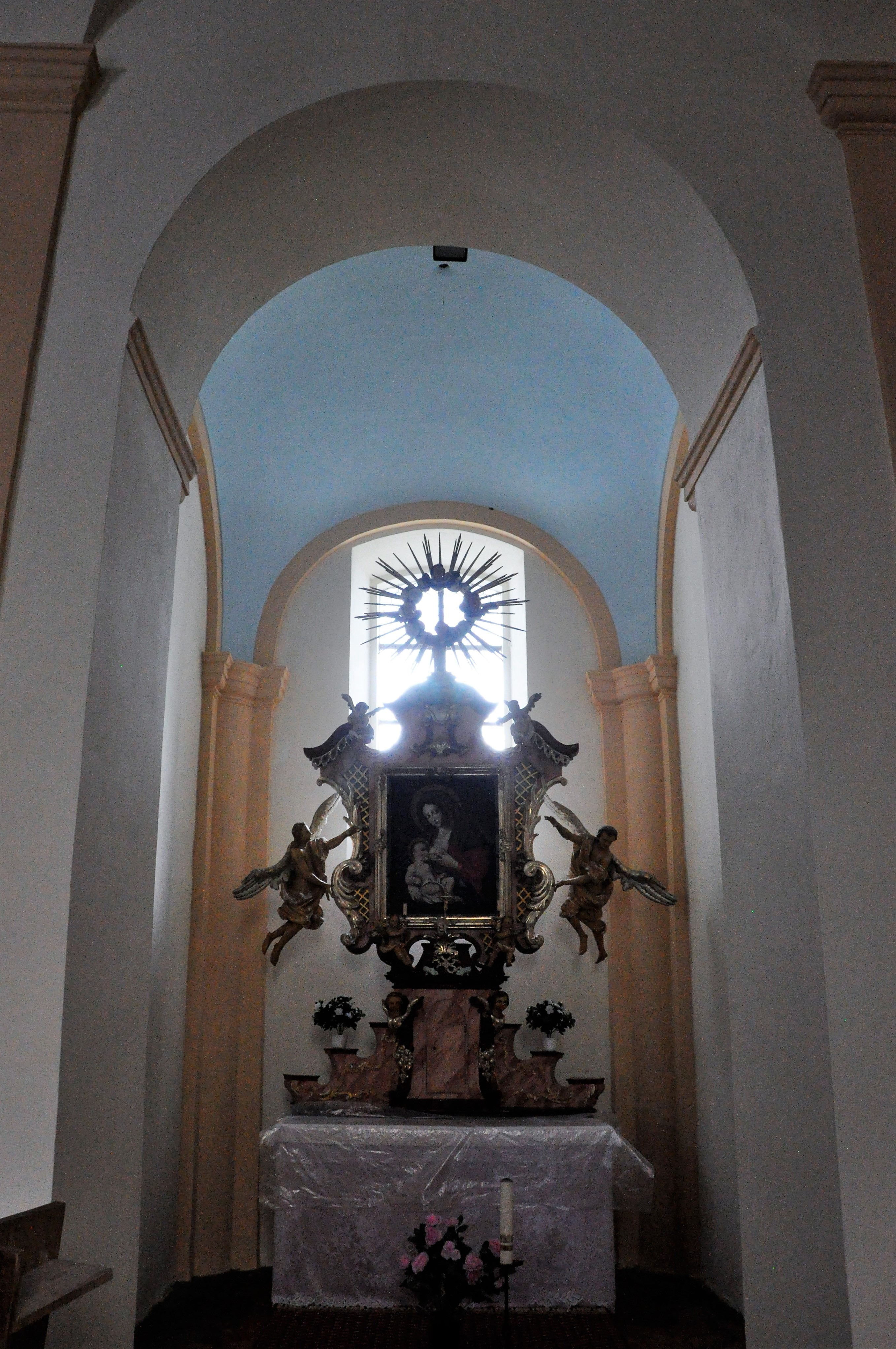
Kaple Panny Marie
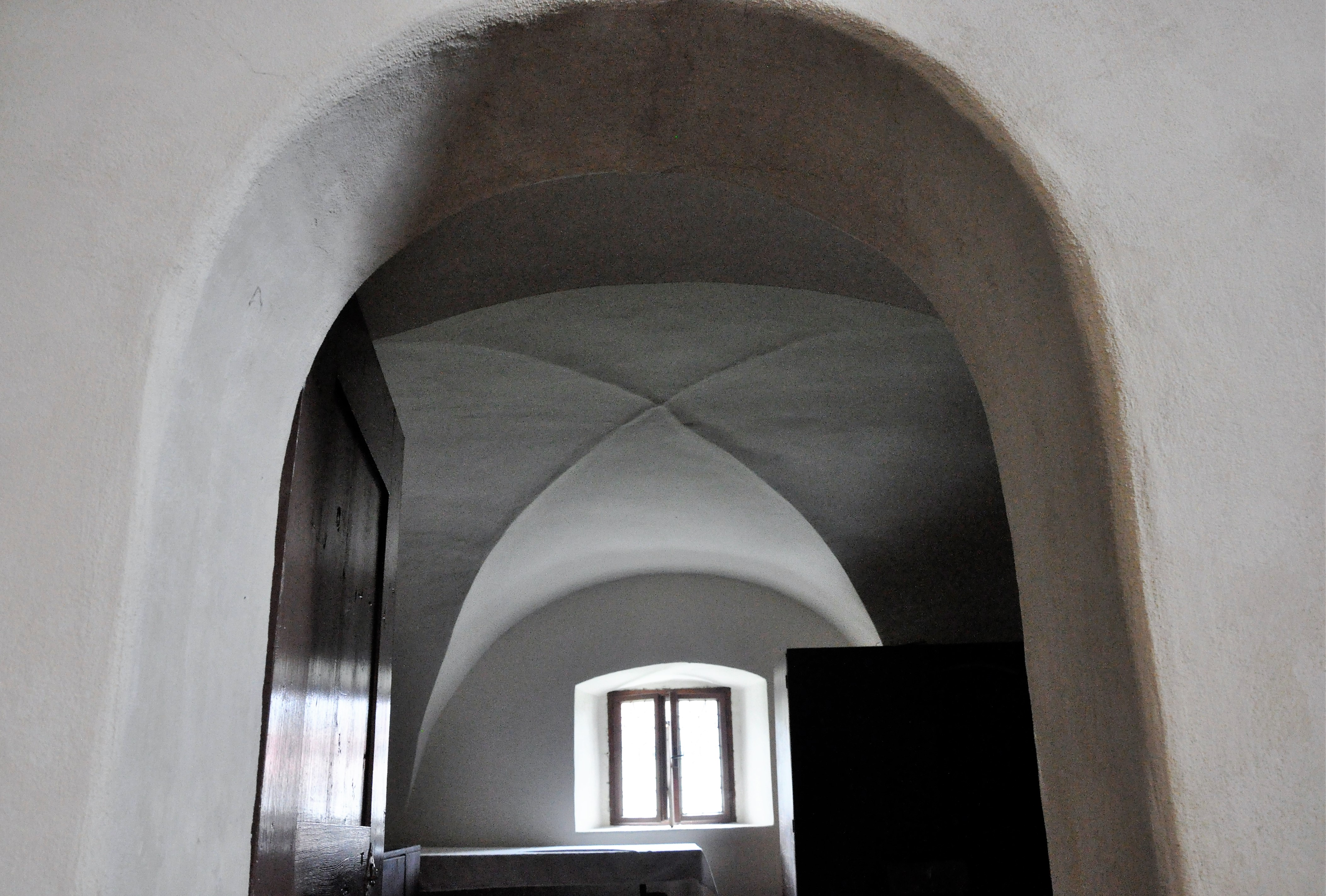
Strop sakristie
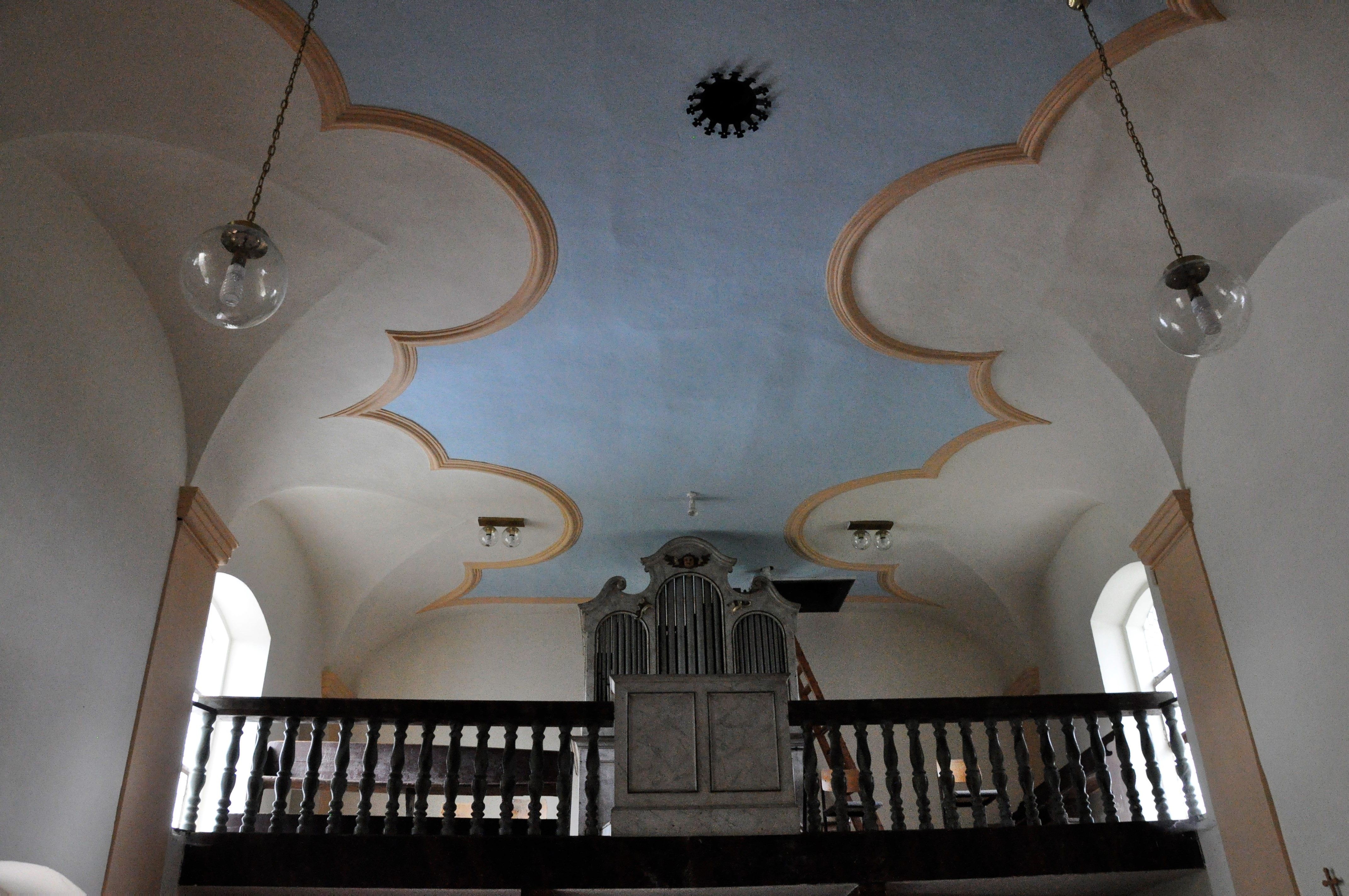
Strop lodi
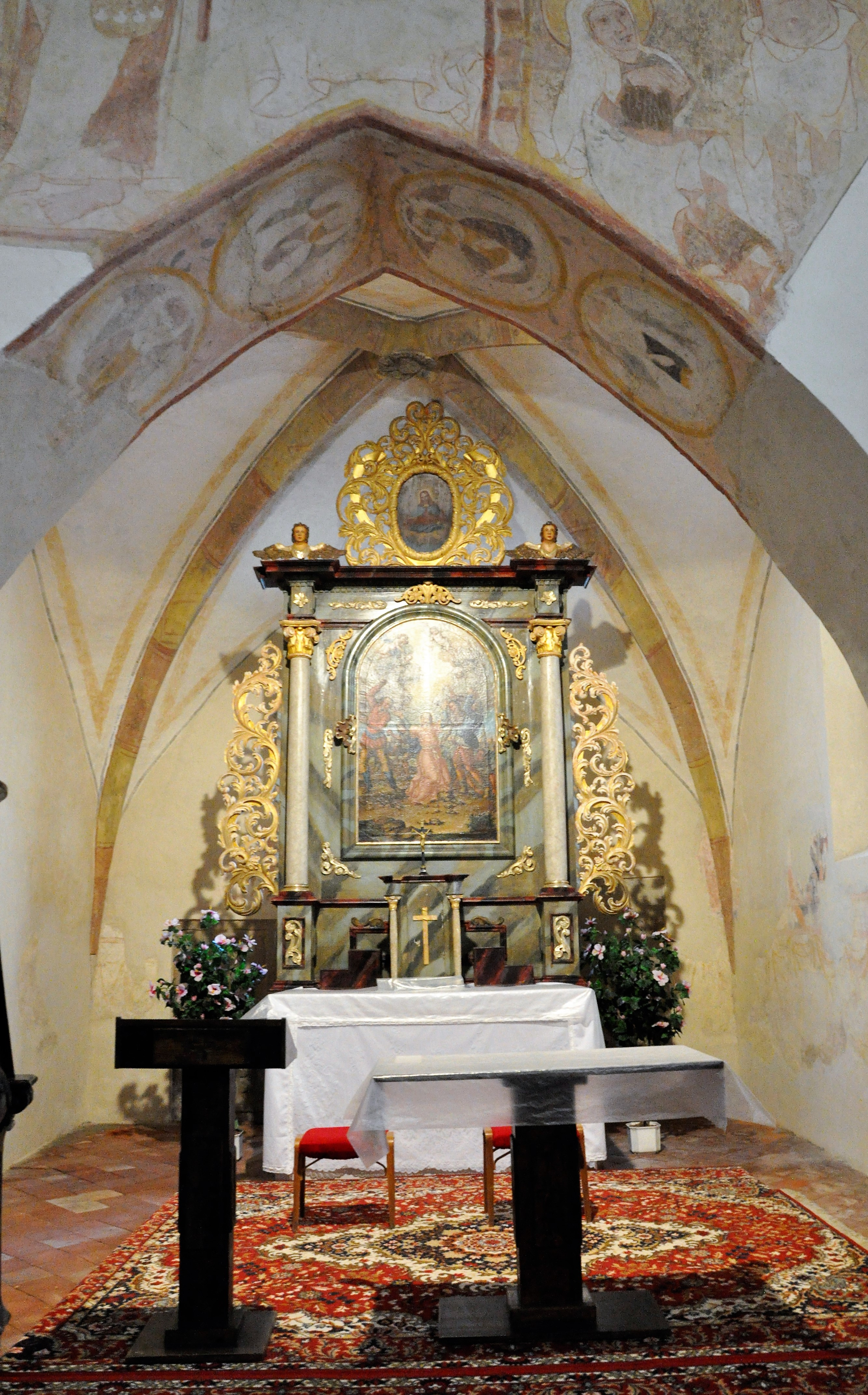
Presbytář

## Pověsti

### O založení kostela
Před dávnými léty všude v okolí dnešního Horního Bukovska byly hluboké lesy a v nich mnoho zvěře všech druhů. Jednou v těch lesích s družinou lovil jakýsi vladyka. V loveckém zápalu se odloučil od družiny a hnal se za jelenem a zabloudil. Když si uvědomil, že je čas k návratu, marně hledal družinu a cestu z lesa. Bloudil až do pozdní noci, až unaven ulehl do mechu a tvrdě usnul. Domníval se, že až si odpočine, cestu z lesa najde, ale druhý den opět bloudil. Kůň se sice napásl, ale vladyka únavou a hladem zemdlel, stále bloudil a cestu nemohl najít. V zoufalství klekl do mechu, prosil svatou Pannu o pomoc a slíbil, že vystaví v těchto místech kostel jí zasvěcený, když bude zachráněn. Jakmile vyslovil slib, cestu našel a byl zachráněn.Aby splnil slib, poručil stavět kostel, ale ne v lese, kde bloudil, ale u svého sídla, aby měl blízko do kostela. Jaké však překvapení, když ráno všechno, co bylo vystavěno ve dne, se ztratilo. To se opakovalo celý týden, až si vladyka uvědomil marnost svého počínání. Poslal  své služebníky do lesa a ti se vrátili se zprávou, že všechno, co vystavěli u vladykova sídla, bylo postaveno v lese, jen je třeba stavbu dokončit. Vladyka přikázal stavbu dokončit a to je nynější kostel na Horním Bukovsku.

### Svatý Štěpán na kostele
Na věži kostela bývala plechová podoba svatého Štěpána. Když kostel zchátral, opravovali zedníci také věž, sundali sv. Štěpána, ale poněvadž se jim na opravenou věž nehodil, již ho tam nedali a domnívali se, že se tím nijak neprovinili. Plechového sv. Štěpána si odnesl zedník Tesárek z Mažic, který pracoval při opravě kostela a doma ho pohodil pod kolnou. Bylo by se na sv. Štěpána zapomnělo, kdyby se byly nedostavily následky. V létě se přihnala od západu prudká bouře s lijákem a ta zničila všechnu úrodu na polích, takže nesklidili ani pouhou slámu. Byla z toho bída a hlad. To se opakovalo každý rok až přišel do vsi cizí poutník, který když slyšel o neštěstí, poradil jim, že nebude lépe, dokud nedají zpět na kostel sv. Štěpána.Po dlouhém hledání byl nalezen pod kolnou u Tesárků v Mažicích. Když o tom přišla zpráva do Horního Bukovska, ihned vypravili velké procesí s korouhvemi do Mažic a ve slavném průvodu přinesli plechového sv. Štěpána, kterého nedali na věž, ale na štít kostela ,aby měl pěkný rozhled po kraji. Od té doby prý již nikdy nepřišly kroupy, ani zničující bouře, poněvadž sv. Štěpán se proti nim otočí a zahání je od vsi. Proto musí trvale zůstat na kostele. Na památku se konalo každoročně procesí z Horního Bukovska do Mažic na den sv. Jana a Pavla.
Traduje se, že práh hornobukovského kostela se nachází ve stejné nadmořské výšce, jako špička kostela ve Veselí nad Lužnicí.

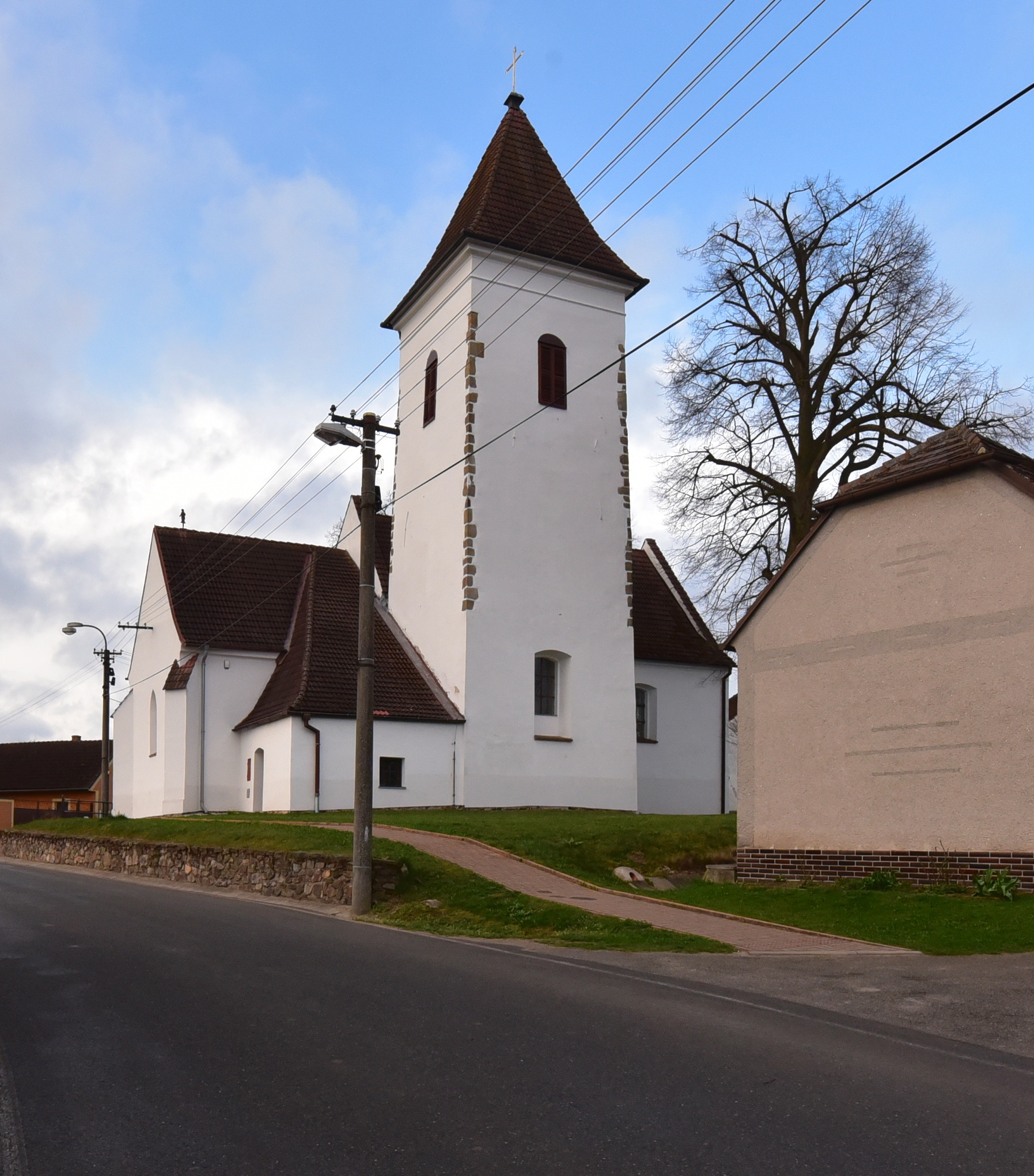
Severní pohled
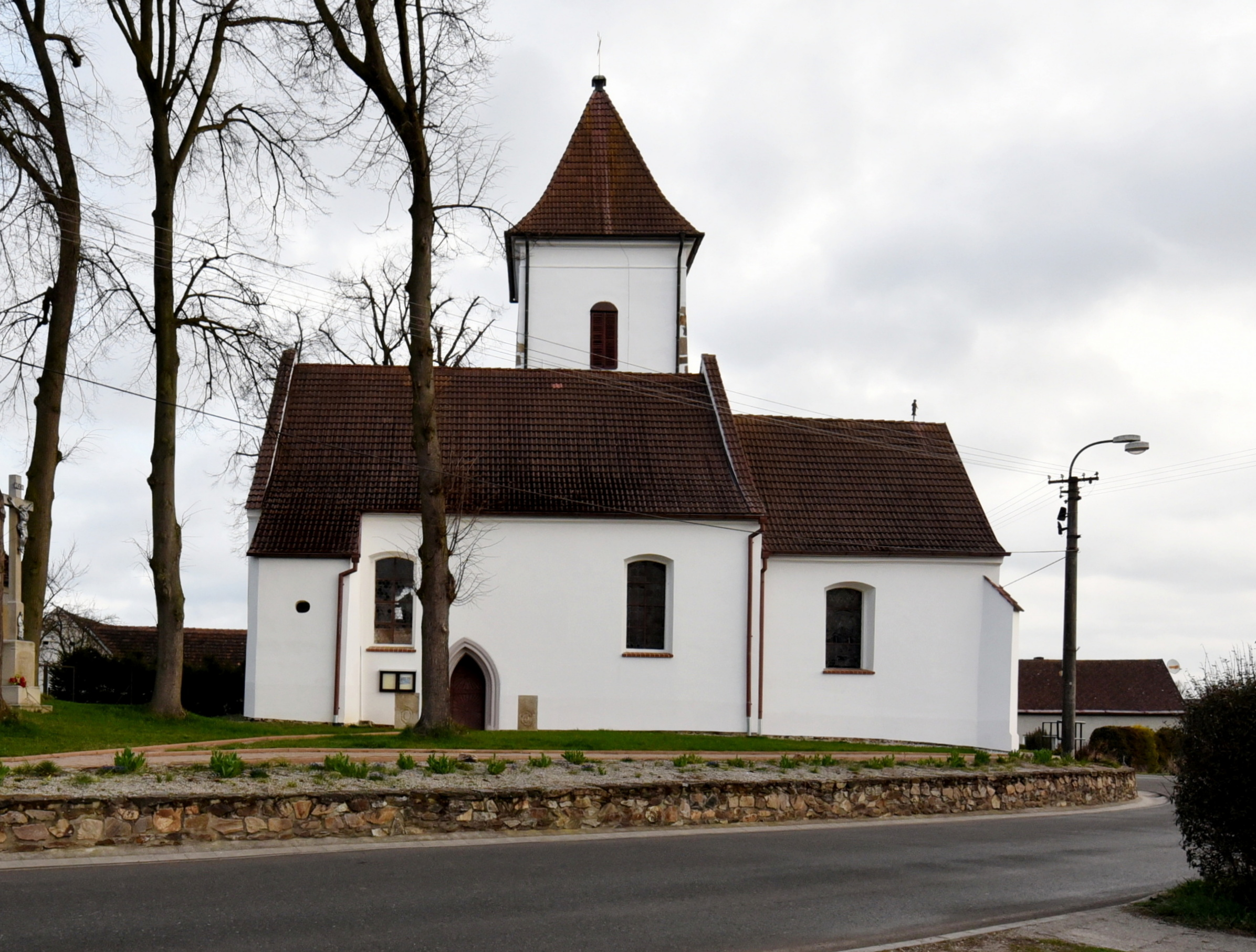
Jižní pohled
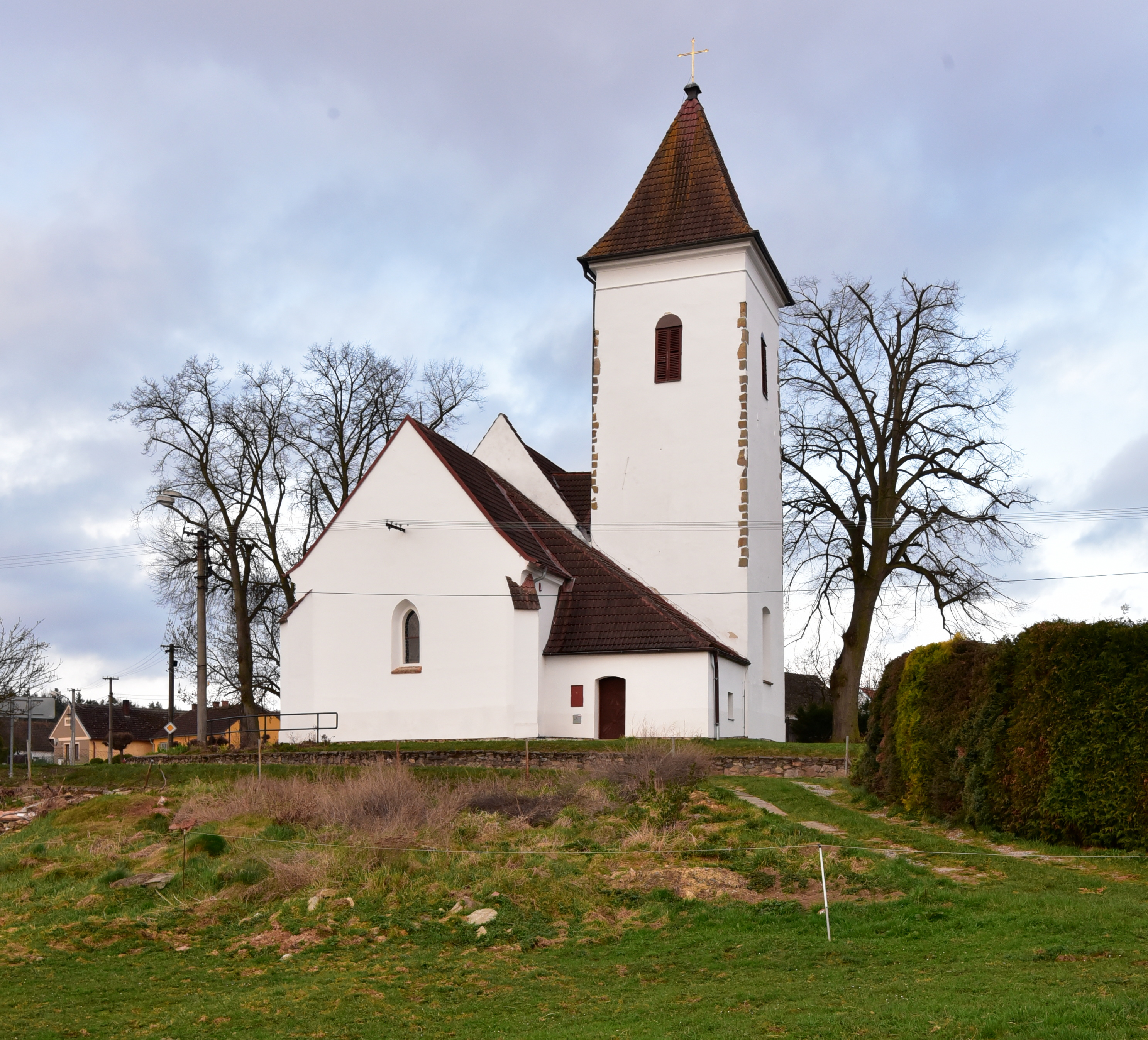
Východní pohled
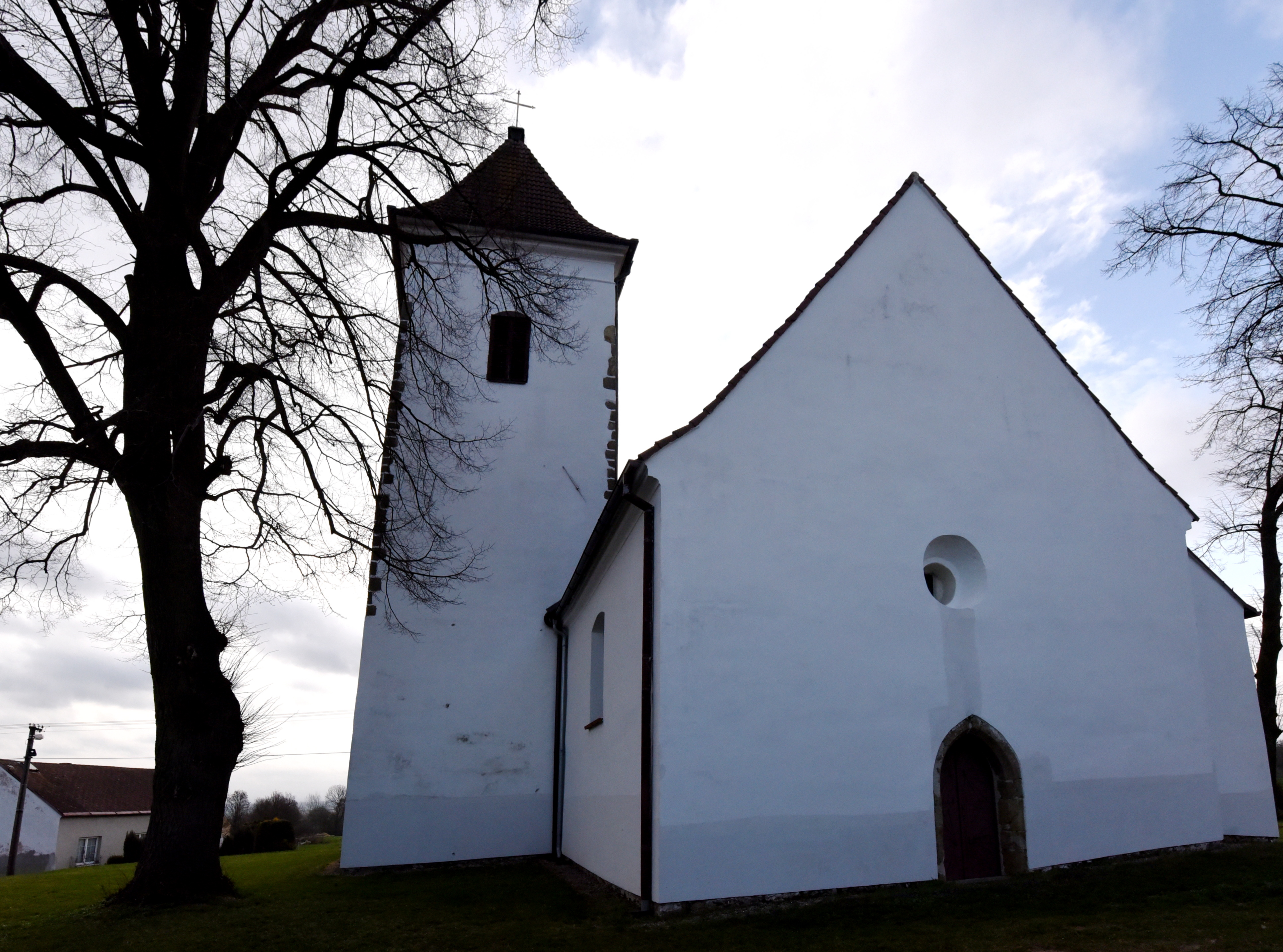
Západní pohled
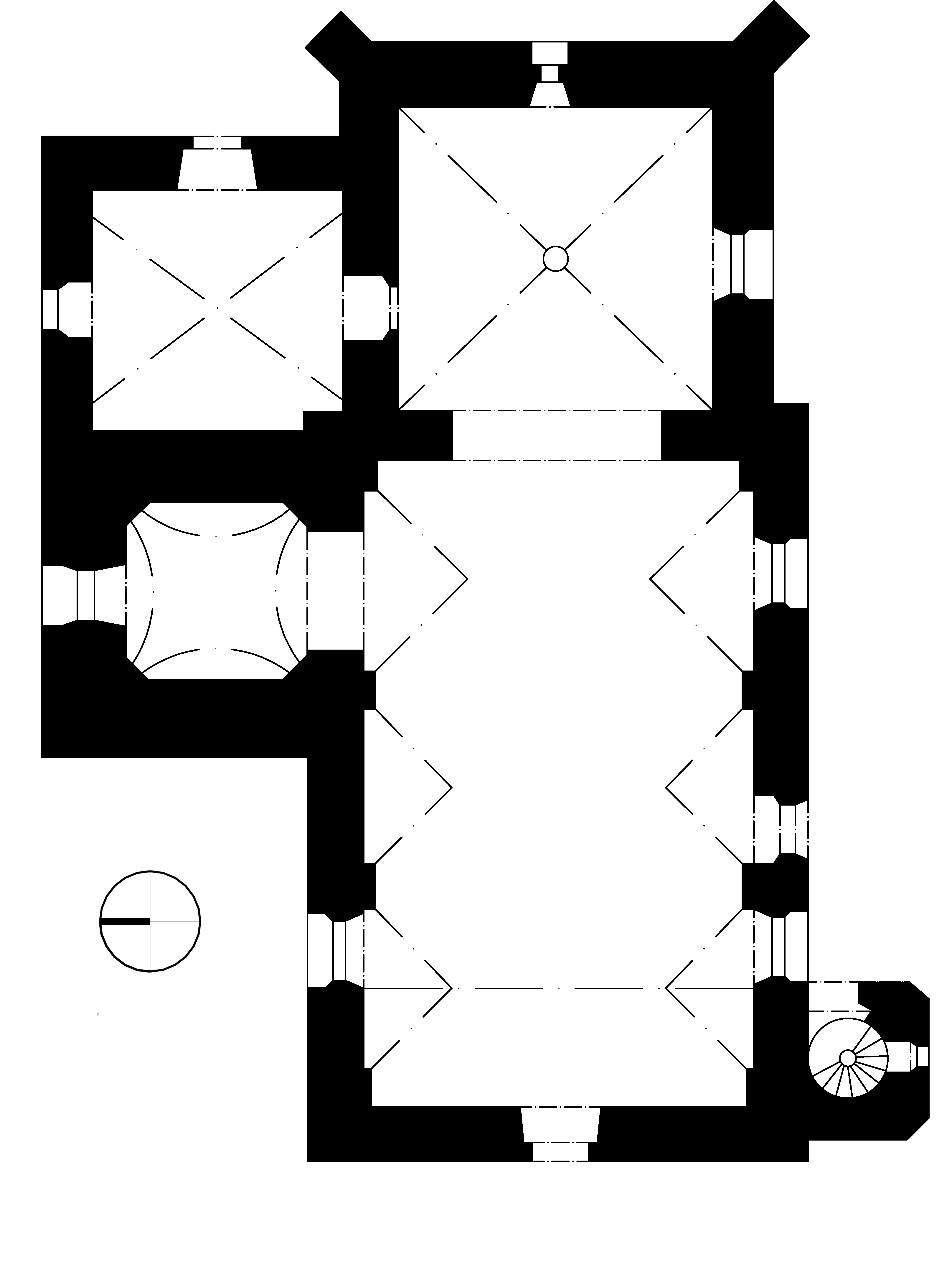
Půdorys kostela